# Leopold Lewin

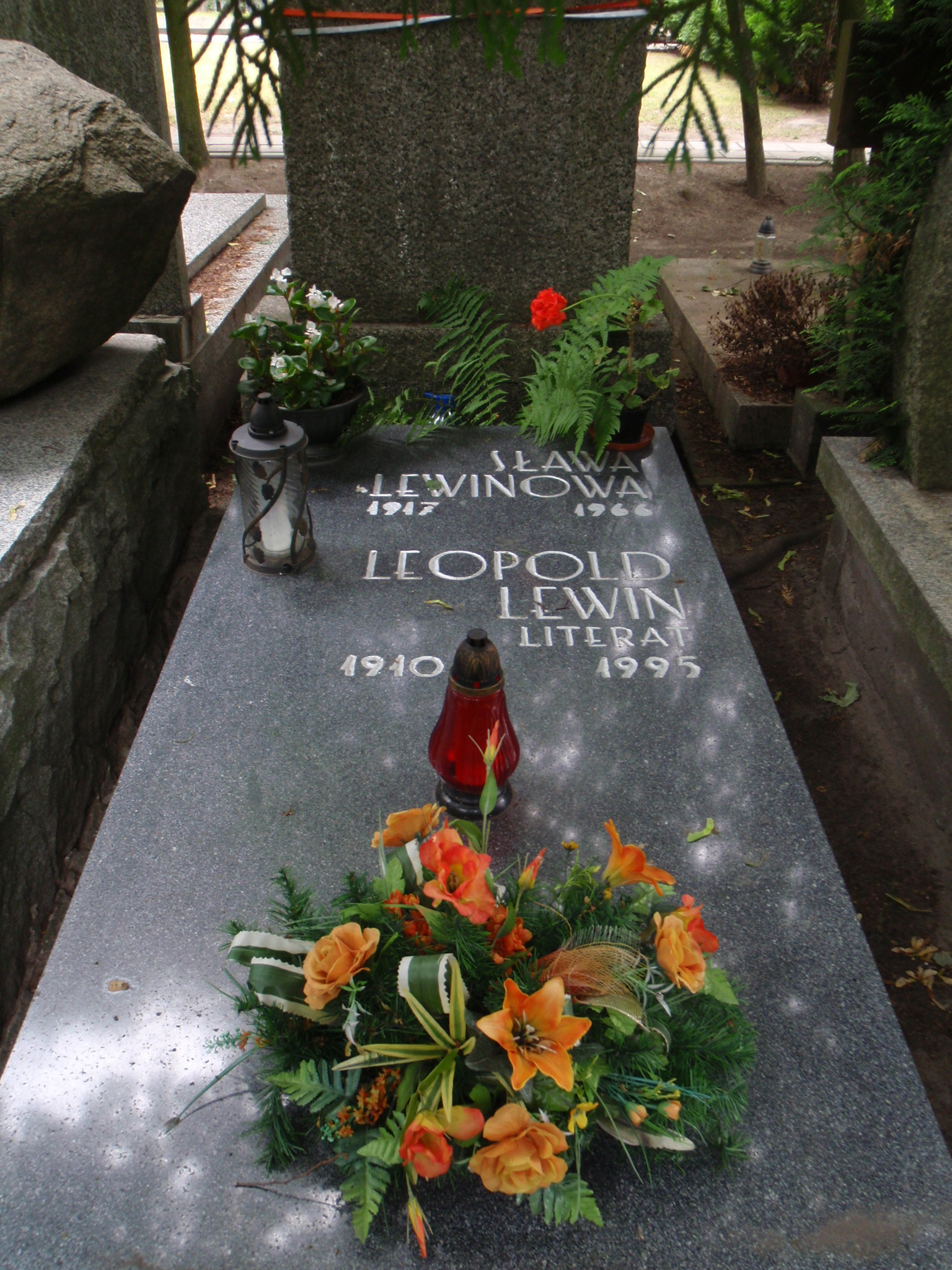
Grób Leopolda Lewina na cmentarzu Wojskowym na Powązkach w Warszawie

Leopold Lewin (ur. 28 lipca 1910 w Piotrkowie Trybunalskim, zm. 7 grudnia 1995 w Warszawie) – polski poeta oraz tłumacz poezji niemieckiej, rosyjskiej i radzieckiej.

## Życiorys
Urodził się w rodzinie Henryka, urzędnika, i Róży z Horowiczów. W 1927 ukończył gimnazjum rządowe w Piotrkowie Trybunalskim, późniejsze I Liceum Ogólnokształcące im. Bolesława Chrobrego. W tym samym roku rozpoczął studia na Wydziale Prawa Uniwersytetu Warszawskiego, a w 1928 w Wyższej Szkole Dziennikarskiej; obie uczelnie ukończył w 1931. Współpracował z miesięcznikiem „Dźwignia”. W 1929 debiutował na łamach prasy jako poeta, zaś w 1931 opublikował pierwszy tom poetycki Wyrąb lasu. W 1929 założył wraz ze Stefanem Głąbem grupę literacką Torpeda i publikował swoje utwory na kolumnie literackiej grupy w łódzkim piśmie „Republika”. Współpracował z „Miesięcznikiem Literackim”. Wiersze i przekłady z literatury niemieckiej publikował w „Głosie Literackim”, „Pamiętniku Warszawskim”, „Kamenie” (1934–1935, 1938), „Tygodniku Ilustrowanym” (1934–1936), „Drodze” (1935–1937), „Szpilkach” (1936–1939). Od 1931 był członkiem Związku Zawodowego Literatów Polskich. W latach 1931–1939 był aplikantem w sądach warszawskich, grodzkich, w sądzie rekwizycyjnym i w sądzie apelacyjnym, w którym zdał w 1936 egzamin sędziowski. Po krótkim okresie pracy w Ministerstwie Sprawiedliwości, do 1939 pracował jako dziennikarz w Warszawskiej Informacji Prasowej. 
W latach 1939–1940 przebywał we Lwowie. Aresztowany w styczniu 1940 więziony przez Sowietów do 1941, następnie skazany na pięć lat ciężkich robót pod Archangielskiem. Po zwolnieniu we wrześniu 1941 wstąpił do Armii Andersa. Od 1942 był pracownikiem Delegatury Ambasady RP w Dżambulu (Kazachstan). W czerwcu 1942 po zerwaniu stosunków polsko-sowieckich został ponownie aresztowany i skazany na karę śmierci pod zarzutem zdrady stanu. Po ułaskawieniu wstąpił do Związku Patriotów Polskich i został redaktorem naczelnym wydawnictwa Głównego Zarządu Politycznego Ludowego Wojska Polskiego. W latach 1944–1946 naczelnik wydziału wojskowego w Polskim Radiu. W latach 1945–1948 był sekretarzem Związku Zawodowego Literatów Polskich. W latach 1946–1948 należał do PPS, w 1948 wstąpił do PZPR.
Kierownik działu literackiego dziennika „Robotnik” i tygodnika „Świat Młodych” (1947–1948), miesięcznika oficerskiego „Nasza Myśl” (1947–1951), zaś w latach 1963–1970 redaktor tygodnika „Kultura”. W latach 1970–1977 zastępca redaktora naczelnego miesięcznika „Literatura na Świecie”. Wiersze oraz przekłady z języka rosyjskiego i niemieckiego publikował m.in. w „Szpilkach” (od 1946), „Nowinach Literackich” (1947–1948), „Dzienniku Literackim” (1948–1950), „Przyjaźni” (1949–1965), „Nowej Kulturze” (1950–1963), „Twórczości” (1950–1966), „Śląsku Literackim” (1952–1955), „Życiu Literackim” (1956–1958 i od 1963), „Kraju Rad” (1957–1962), „Literaturze Radzieckiej” (1957–1973). Od 1966 współpracował jako tłumacz m.in. z „Poezją” (do 1973) i „Współczesnością” (do 1970).
W latach 1960–1965 kierował Warszawskim Teatrem Objazdowym Przedsiębiorstwa Państwowego Imprez Estradowych, w latach 1963–1965 był członkiem Zarządu Głównego ZLP i przewodniczącym Komisji Socjalnej i Komisji Zagranicznej. W 1964 został członkiem Polskiego PEN Clubu, w 1991 wstąpił do Stowarzyszenia Pisarzy Polskich. Należał do Polskiego Oddziału Stowarzyszenia Kultury Europejskiej (SEC), w 1982 został członkiem Rady Wykonawczej Międzynarodowego Kongresu SEC.
23 sierpnia 1980 roku dołączył do apelu 64 uczonych, pisarzy i publicystów do władz komunistycznych o podjęcie dialogu ze strajkującymi robotnikami.
Był mężem Wacławy z Laszkiewiczów primo voto Wróblewska (1917–1966), w 1968 ożenił się z Anną Laner (rozwód 1974).
Zmarł w Warszawie, pochowany na cmentarzu Wojskowym na Powązkach (kwatera A 4-2-6).

## Twórczość
Autor m.in. wierszy z tzw. nurtu realizmu socjalistycznego (np. wiersz Pieśń Partii Zjednoczonych). Do najważniejszych zbiorów jego poezji należą: Wyrąb lasu (1931), Kora pisana (1933), Sen zimowy (1934), Sen o powrocie (1948), Poezje (1950), Żołnierska droga (1953), Poezje wybrane (1956), Wiersze z półwiecza (1981), Powracające wzruszenia (1984), Posłanie do wnuka (1985), Skrzydła wiatraków (1989), Obiecana i święta (1989).
Autor słów hymnu PZPR Pod sztandarami Marksa, Lenina.

## Ordery i odznaczenia
- Order Sztandaru Pracy I klasy (1982)
- Krzyż Komandorski Orderu Odrodzenia Polski (1971)
- Krzyż Kawalerski Orderu Odrodzenia Polski (1961)
- Medal 30-lecia Polski Ludowej
- Odznaka honorowa ZAiKS-u (1988)[9]
- Order „Znak Honoru” (ZSRR, 1968)[6]

## Nagrody
- 1949 – II nagroda w konkursie Domu Wojska Polskiego i Związku Literatów Polskich na poemat o gen. Karolu Świerczewskim
- 1953 – Nagroda Ministerstwa Obrony Narodowej i Związku Literatów Polskich w konkursie na poemat o Wojsku Polskim w 10. rocznicę Ludowego Wojska Polskiego
- 1958 – II nagroda w Konkursie Literackim na utwór o tematyce pokojowej[10]
- 1967 – Nagroda Ministra Obrony Narodowej II stopnia za tłumaczenia poezji radzieckiej oraz za twórczość poetycką poświęconą wojsku[10]
- 1985 – Nagroda miasta st. Warszawy